# جويل شيبارد
جويل شيبارد (بالإنجليزية: Jewel Shepard)‏ هي كاتِبة وممثلة أمريكية، ولدت في 3 يناير 1958 في الولايات المتحدة.

## أعمال

### أفلام
- (2003) المبرد[5]
- (2011) الفنان
- (2017) سلاشر.كوم

### مسلسلات
- غارفيلد والأصدقاء

## وصلات خارجية
- جويل شيبارد على موقع IMDb (الإنجليزية)
- جويل شيبارد على موقع ألو سيني (الفرنسية)
- جويل شيبارد على موقع أول موفي (الإنجليزية)
- جويل شيبارد على موقع قاعدة بيانات الأفلام السويدية (السويدية)
- جويل شيبارد على موقع قاعدة بيانات الفيلم (الإنجليزية)
- جويل شيبارد على موقع كينوبويسك (الروسية)